# Alianza para el Futuro de Kosovo
Alianza para el Futuro de Kosovo (en albanés: Aleanca për Ardhmërinë e Kosovës, AAK) es un partido político kosovar. Fue formado el 29 de abril de 2001. Su posición política es de centroderecha.

## Liderazgo
El actual presidente del partido es Ramush Haradinaj. En diciembre de 2004, el parlamento lo eligió como Primer ministro de Kosovo y formaron una gobierno de coalición con el partido dominante, la Liga Democrática de Kosovo (LDK). Renunció a su cargo en marzo de 2005 después de enterarse de que había sido acusado por el Tribunal Penal Internacional para la ex Yugoslavia, por 37 cargos de crímenes de guerra. Recibió absolución total por el Tribunal el 3 de abril de 2008. Retornó a Kosovo, y reanudó sus funciones como presidente del partido.
El AAK actualmente posee 3 vicepresidentes: Blerim Shala, Naim Maloku y Ahmet Isufi.
El actual secretario general del partido es Burim Ramadani, y el secretario de organización es Ibrahim Selmanaj.

## Elecciones municipales
En las elecciones municipales realizadas el 17 de noviembre de 2007, el AAK obtuvo el control de 3 municipalidades en el oeste de Kosovo: Peć, Đakovica y Dechani.
En las elecciones municipales realizadas el 15 de noviembre de 2007, el partido obtuvo 8 de los 37 municipios de Kosovo.

## Nombre de partido y símbolos
La bandera del partido es roja, negra y blanco. El blanco representa la paz; el rojo y el negro son los colores nacionales del 96% de la mayoría albanesa en Kosovo.
La elección del nombre del partido se explica en el segundo libro escrito por Ramush Haradinaj. Mientras que los acrónimos anteriores del partido comenzaban con consonantes, se aplicó una vocal para AAK, porque le da un toque menos duro y más abierto. Se escogió la palabra ''futuro'' para marcar una rotura con la antigua tendencia comunista de retroceder en la historia.  Finalmente, se escogió la palabra ''alianza'', por su asociación con la OTAN, que es muy venerada en el país por su intervención en la Guerra de Kosovo de 1999, y también por la idea de trabajar juntos para el cumplimiento de los objetivos del país.
La alianza fue creada originalmente por varios partidos pequeños:
- Movimiento Popular de Kosovo (Lëvizja Popullore e Kosovës - LPK)
- Partido Parlamentario de Kosovo (Partia Parlamentare e Kosovës)
- Alianza Cívica de Kosovo (Aleanca Qytetare e Kosovës)
- Movimiento Nacional para la Liberación de Kosovo (Lëvizja Kombëtare për Çlirimin e Kosovës)
- Partido de la Unión Nacional Albanesa (Partia e Unitetit Kombëtar Shqiptar)
- Unión Albanesa de Demócratas Cristianos (Unioni Shqiptar Demokristian)

## Resultados electorales
| Año   | Votos   | %     | Escaños | Posición | +/- | Estatus   |
| ----- | ------- | ----- | ------- | -------- | --- | --------- |
| 2001  | 61 688  | 7,83  | 10/120  | 4.º      |     | Oposición |
| 2004  | 57 931  | 8,39  | 9/120   | 3.º      | 1   | Gobierno  |
| 2007  | 54 611  | 9,60  | 10/120  | 4.º      | 1   | Oposición |
| 2010  | 77 130  | 11,04 | 12/120  | 4.º      | 2   | Oposición |
| 2014  | 69 793  | 9,54  | 11/120  | 4.º      | 1   | Oposición |
| 2017* | 245 627 | 33,74 | 10/120  | 4.º      | 1   | Gobierno  |
| 2019  | 96 872  | 11,51 | 13/120  | 4.º      | 3   | Oposición |
| 2021  | 62 111  | 7,12  | 8/120   | 4.º      | 5   | Oposición |

*En estas elecciones, el AAK fue parte de la coalición PANA, conformada en conjunto con el Partido Democrático de Kosovo (PDK), la Iniciativa Socialdemócrata, el Partido Conservador de Kosovo, entre otros partidos relacionados con los intereses de la comunidad albanesa y kosovar.